# 樟叶荚蒾
樟叶荚蒾（学名：Viburnum cinnamomifolium）是五福花科荚蒾属的植物，为中国的特有植物。分布在中国大陆的云南、四川等地，生长于海拔1,000米至1,800米的地区，一般生于山坡灌丛中，目前尚未由人工引种栽培。